# Walesi labdarúgó-válogatott
A walesi labdarúgó-válogatott Wales nemzeti csapata, amelyet a walesi labdarúgó-szövetség (Walesi nyelven: Cymdeithas Bêl-droed Cymru) irányít. Anglia és Skócia után a világ harmadik legrégebbi labdarúgó-válogatottja. Wales ugyan tagja az Egyesült Királyságnak, de önálló válogatottja és bajnoksága van. Ezért a különböző labdarúgó versenysorozatokban önállóan indul, kivéve az olimpiai játékokat, ahol a Nemzetközi Olimpiai Bizottság tagjai között csak Nagy-Britannia szerepel.
Világbajnokságon egy alkalommal, 1958-ban szerepelt és akkor a negyeddöntőben esett ki a későbbi világbajnok Brazília ellen. Az Európa-bajnokságra először 2016-ban jutott ki és akkor egészen az elődöntőig jutott.

## A válogatott története
A rögbi mellett a labdarúgásnak mindig is a másodhegedűs szerep jutott Walesben. Az első hivatalos mérkőzést 1876. március 25-én játszották Skócia ellen Glasgowban. A két háború között a nemzeti tizenegy komoly erőt képvisel a Brit Bajnokságban.
Az 1958-as világbajnokság Wales számára az első részvétel volt a nemzetközi mezőnyben. A csoportban három döntetlent értek el Magyarország (1–1), Mexikó (1–1) és a házigazda Svédország (0–0) ellen. Magyarországgal azonos pontszámmal álltak, majd végül egy pótmérkőzésen – ami a továbbjutás sorsáról döntött – 2–1-re legyőzték a magyarokat. A negyeddöntőbe kerültek, ahol Brazília ellen 1–0-s vereséget szenvedtek. Ezután jött egy hosszú eredménytelen időszak, mivel egyetlen világ és Európa-bajnokságra sem sikerült kvalifikálniuk magukat, egészen 2016-ig.
A Walesi szövetség 1992-ben első ízben állított fel egy nemzeti ligát, melynek feladata, hogy olyan játékosokat adjon a nemzeti válogatottnak, akik képesek eredményesen helyt állni a nemzetközi porondon..

### 2016-os Európa-bajnokság

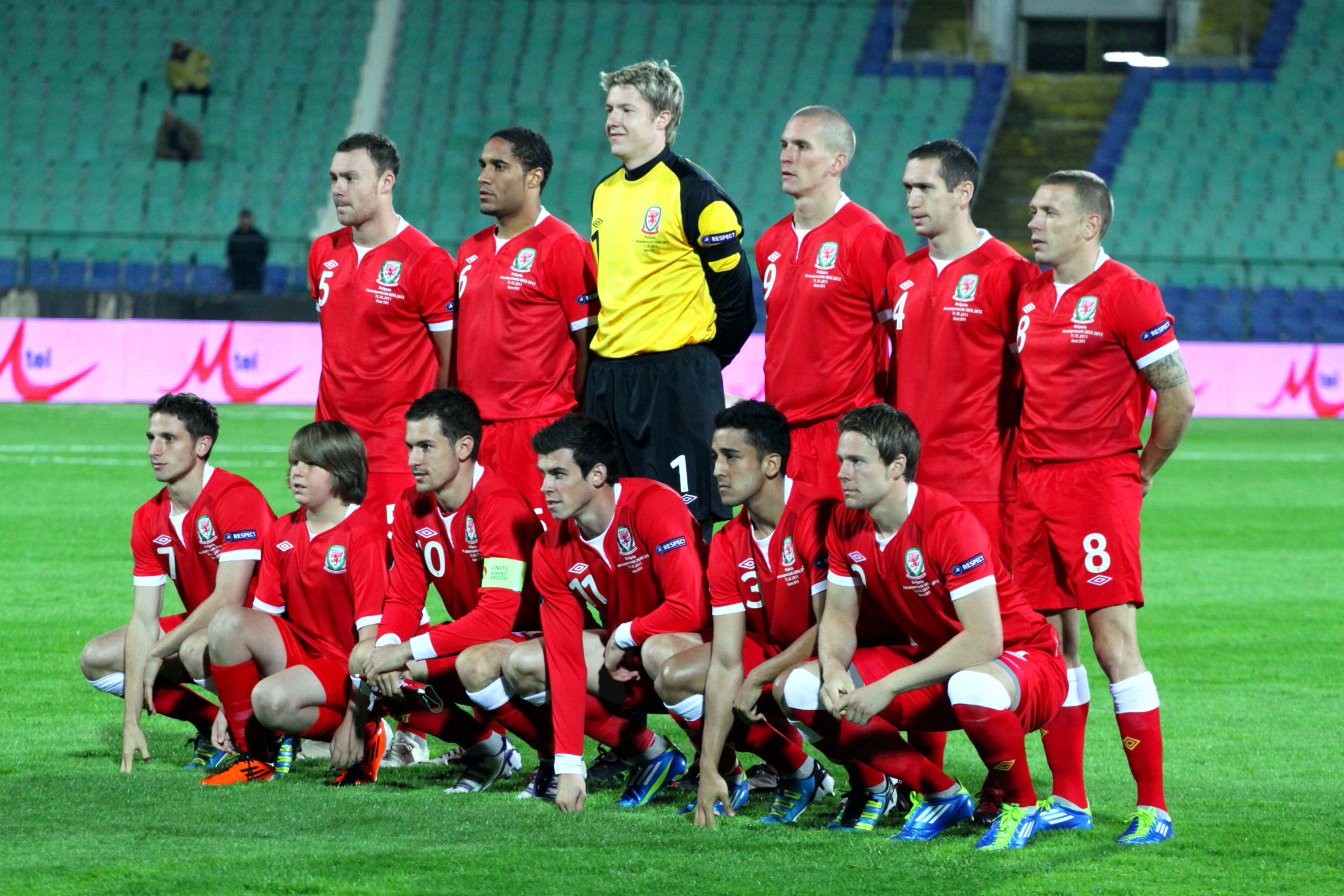
A walesi labdarúgó-válogatott 2011-ben

A 2016-os Európa-bajnokság selejtezőinek a B csoportjában kerültek a sorsolást követően Belgium, Bosznia-Hercegovina, Izrael, Ciprus és Andorra társaságában. A selejtezősorozat végén Belgium mögött a második helyen végeztek, így történetük során először kijutottak az Európa-bajnokságra.
Az Európa-bajnokságon a B csoportba szerepeltek; Anglia, Oroszország és Szlovákia társaságában. A nyitómérkőzésükön Gareth Bale és Hal Robson-Kanu góljaival 2–1-re legyőzték Szlovákiát. A második mérkőzésükön Bale szabadrúgásgóljával megszerezték a vezetést, de végül 2–1-s vereséget szenvedtek. Az utolsó csoportmérkőzésen 3–0 arányban múlták felül Oroszországot. A nyolcaddöntőben Gareth McAuley öngóljával Észak-Írország ellen győztek 1–0-ra. A negyeddöntőben Belgiummal találkoztak. Radja Nainggolan révén a belgák szerezték meg a vezetést, de Ashley Williams rövidesen egyenlített. Az 55. percben Robson-Kanu megfordította a mérkőzés állását, majd nem sokkal a lefújás előtt Sam Vokes állította be a 3–1-s végeredményt. Ezzel Wales bejutott az elődöntőbe, ahol Portugália ellen 2–0-s vereséget szenvedett, így elmaradt a még nagyobb meglepetés. Walesnek így sem volt oka bánkódásra, hiszen története legjobb eredményét érte el a harmadik hely megszerzésével.

### 2020-as évek
A 2020-as Európa-bajnokság selejtezőiben Szlovákiát, Magyarországot és Azerbajdzsánt megelőzve, Horvátország mögött a második helyen végeztek az E csoportban és kijutottak az Európa-bajnokságra. A tornát Svájc ellen kezdték egy 1–1-es döntetlennel. Törökországot 2–0-ra verték Aaron Ramsey és Connor Roberts góljával, míg Olaszországtól 1–0-ra kikaptak az utolsó csoportmérkőzésen. A nyolcaddöntőben Dánia ellen 4–0-ás vereséget szenvedtek és búcsúztak. 
A 2022-es világbajnokságon 1–1-es döntetlennel kezdtek az Egyesült Államok ellen. Gareth Bale a mérkőzés hajrájában egyenlített büntetőből. A második csoportmérkőzésen 2–0-ás vereséget szenvedtek Irán ellen. A zárókörben 3–0-ra kaptak ki Angliától. Először fordult elő, hogy a walesi válogatott nem jutott tovább a csoportkörből egy rangos tornán.

## Nemzetközi eredmények
Európa-bajnokság
- Bronzérmes: 1 alkalommal (2016)

#### Világbajnokság
| Világbajnokság | Világbajnokság    | Világbajnokság    | Világbajnokság    | Világbajnokság    | Világbajnokság    | Világbajnokság    | Világbajnokság    | Világbajnokság    | Világbajnokság    | Selejtezők        | Selejtezők        | Selejtezők        | Selejtezők        | Selejtezők        | Selejtezők        | Selejtezők        |
| Év             | Eredmény          | H.                | M                 | Gy                | D                 | V                 | G+                | G–                | Keret             | H.                | M                 | Gy                | D                 | V                 | G+                | G–                |
| -------------- | ----------------- | ----------------- | ----------------- | ----------------- | ----------------- | ----------------- | ----------------- | ----------------- | ----------------- | ----------------- | ----------------- | ----------------- | ----------------- | ----------------- | ----------------- | ----------------- |
| 1930           | nem volt FIFA-tag | nem volt FIFA-tag | nem volt FIFA-tag | nem volt FIFA-tag | nem volt FIFA-tag | nem volt FIFA-tag | nem volt FIFA-tag | nem volt FIFA-tag | nem volt FIFA-tag | nem volt FIFA-tag | nem volt FIFA-tag | nem volt FIFA-tag | nem volt FIFA-tag | nem volt FIFA-tag | nem volt FIFA-tag | nem volt FIFA-tag |
| 1934           | nem volt FIFA-tag | nem volt FIFA-tag | nem volt FIFA-tag | nem volt FIFA-tag | nem volt FIFA-tag | nem volt FIFA-tag | nem volt FIFA-tag | nem volt FIFA-tag | nem volt FIFA-tag | nem volt FIFA-tag | nem volt FIFA-tag | nem volt FIFA-tag | nem volt FIFA-tag | nem volt FIFA-tag | nem volt FIFA-tag | nem volt FIFA-tag |
| 1938           | nem volt FIFA-tag | nem volt FIFA-tag | nem volt FIFA-tag | nem volt FIFA-tag | nem volt FIFA-tag | nem volt FIFA-tag | nem volt FIFA-tag | nem volt FIFA-tag | nem volt FIFA-tag | nem volt FIFA-tag | nem volt FIFA-tag | nem volt FIFA-tag | nem volt FIFA-tag | nem volt FIFA-tag | nem volt FIFA-tag | nem volt FIFA-tag |
| 1950           | nem jutott ki     | nem jutott ki     | nem jutott ki     | nem jutott ki     | nem jutott ki     | nem jutott ki     | nem jutott ki     | nem jutott ki     | nem jutott ki     | 3.                | 3                 | 0                 | 1                 | 2                 | 1                 | 6                 |
| 1954           | nem jutott ki     | nem jutott ki     | nem jutott ki     | nem jutott ki     | nem jutott ki     | nem jutott ki     | nem jutott ki     | nem jutott ki     | nem jutott ki     | 4.                | 3                 | 0                 | 1                 | 2                 | 5                 | 9                 |
| 1958           | Negyeddöntő       | 5.                | 5                 | 1                 | 3                 | 1                 | 4                 | 4                 | Keret             | 2. (pótselejtező) | 6                 | 4                 | 0                 | 2                 | 10                | 5                 |
| 1962           | nem jutott ki     | nem jutott ki     | nem jutott ki     | nem jutott ki     | nem jutott ki     | nem jutott ki     | nem jutott ki     | nem jutott ki     | nem jutott ki     | 2.                | 2                 | 0                 | 1                 | 1                 | 2                 | 3                 |
| 1966           | nem jutott ki     | nem jutott ki     | nem jutott ki     | nem jutott ki     | nem jutott ki     | nem jutott ki     | nem jutott ki     | nem jutott ki     | nem jutott ki     | 2.                | 6                 | 3                 | 0                 | 3                 | 11                | 9                 |
| 1970           | nem jutott ki     | nem jutott ki     | nem jutott ki     | nem jutott ki     | nem jutott ki     | nem jutott ki     | nem jutott ki     | nem jutott ki     | nem jutott ki     | 3.                | 4                 | 0                 | 0                 | 4                 | 3                 | 10                |
| 1974           | nem jutott ki     | nem jutott ki     | nem jutott ki     | nem jutott ki     | nem jutott ki     | nem jutott ki     | nem jutott ki     | nem jutott ki     | nem jutott ki     | 3.                | 4                 | 1                 | 1                 | 2                 | 3                 | 5                 |
| 1978           | nem jutott ki     | nem jutott ki     | nem jutott ki     | nem jutott ki     | nem jutott ki     | nem jutott ki     | nem jutott ki     | nem jutott ki     | nem jutott ki     | 3.                | 4                 | 1                 | 0                 | 3                 | 3                 | 4                 |
| 1982           | nem jutott ki     | nem jutott ki     | nem jutott ki     | nem jutott ki     | nem jutott ki     | nem jutott ki     | nem jutott ki     | nem jutott ki     | nem jutott ki     | 3.                | 8                 | 4                 | 2                 | 2                 | 12                | 7                 |
| 1986           | nem jutott ki     | nem jutott ki     | nem jutott ki     | nem jutott ki     | nem jutott ki     | nem jutott ki     | nem jutott ki     | nem jutott ki     | nem jutott ki     | 3.                | 6                 | 3                 | 1                 | 2                 | 7                 | 6                 |
| 1990           | nem jutott ki     | nem jutott ki     | nem jutott ki     | nem jutott ki     | nem jutott ki     | nem jutott ki     | nem jutott ki     | nem jutott ki     | nem jutott ki     | 4.                | 6                 | 0                 | 2                 | 4                 | 4                 | 8                 |
| 1994           | nem jutott ki     | nem jutott ki     | nem jutott ki     | nem jutott ki     | nem jutott ki     | nem jutott ki     | nem jutott ki     | nem jutott ki     | nem jutott ki     | 3.                | 10                | 5                 | 2                 | 3                 | 19                | 12                |
| 1998           | nem jutott ki     | nem jutott ki     | nem jutott ki     | nem jutott ki     | nem jutott ki     | nem jutott ki     | nem jutott ki     | nem jutott ki     | nem jutott ki     | 4.                | 8                 | 2                 | 1                 | 5                 | 20                | 21                |
| 2002           | nem jutott ki     | nem jutott ki     | nem jutott ki     | nem jutott ki     | nem jutott ki     | nem jutott ki     | nem jutott ki     | nem jutott ki     | nem jutott ki     | 5.                | 10                | 1                 | 6                 | 3                 | 10                | 12                |
| 2006           | nem jutott ki     | nem jutott ki     | nem jutott ki     | nem jutott ki     | nem jutott ki     | nem jutott ki     | nem jutott ki     | nem jutott ki     | nem jutott ki     | 5.                | 10                | 2                 | 2                 | 6                 | 10                | 15                |
| 2010           | nem jutott ki     | nem jutott ki     | nem jutott ki     | nem jutott ki     | nem jutott ki     | nem jutott ki     | nem jutott ki     | nem jutott ki     | nem jutott ki     | 4.                | 10                | 4                 | 0                 | 6                 | 9                 | 12                |
| 2014           | nem jutott ki     | nem jutott ki     | nem jutott ki     | nem jutott ki     | nem jutott ki     | nem jutott ki     | nem jutott ki     | nem jutott ki     | nem jutott ki     | 5.                | 10                | 3                 | 1                 | 6                 | 9                 | 20                |
| 2018           | nem jutott ki     | nem jutott ki     | nem jutott ki     | nem jutott ki     | nem jutott ki     | nem jutott ki     | nem jutott ki     | nem jutott ki     | nem jutott ki     | 3.                | 10                | 4                 | 5                 | 1                 | 13                | 6                 |
| 2022           | Csoportkör        | 30.               | 3                 | 0                 | 1                 | 2                 | 1                 | 6                 | Keret             | 2. (pótselejtező) | 10                | 6                 | 3                 | 1                 | 17                | 10                |
| 2026           | később            | később            | később            | később            | később            | később            | később            | később            | később            | később            | később            | később            | később            | később            | később            | később            |
| Összesen       |                   | 2/22              | 8                 | 1                 | 4                 | 3                 | 5                 | 10                | –                 | Összesen          | 130               | 43                | 29                | 58                | 168               | 180               |

### Európa-bajnokság
Bronzérem
| Európa-bajnokság | Európa-bajnokság | Európa-bajnokság | Európa-bajnokság | Európa-bajnokság | Európa-bajnokság | Európa-bajnokság | Európa-bajnokság | Európa-bajnokság | Európa-bajnokság | Selejtezők        | Selejtezők | Selejtezők | Selejtezők | Selejtezők | Selejtezők | Selejtezők |
| Év               | Eredmény         | H.               | M                | Gy               | D                | V                | G+               | G–               | Keret            | H.                | M          | Gy         | D          | V          | G+         | G–         |
| ---------------- | ---------------- | ---------------- | ---------------- | ---------------- | ---------------- | ---------------- | ---------------- | ---------------- | ---------------- | ----------------- | ---------- | ---------- | ---------- | ---------- | ---------- | ---------- |
| 1960             | nem indult       | nem indult       | nem indult       | nem indult       | nem indult       | nem indult       | nem indult       | nem indult       | nem indult       | nem indult        | nem indult | nem indult | nem indult | nem indult | nem indult | nem indult |
| 1964             | nem jutott ki    | nem jutott ki    | nem jutott ki    | nem jutott ki    | nem jutott ki    | nem jutott ki    | nem jutott ki    | nem jutott ki    | nem jutott ki    | Első forduló      | 2          | 0          | 1          | 1          | 2          | 4          |
| 1968             | nem jutott ki    | nem jutott ki    | nem jutott ki    | nem jutott ki    | nem jutott ki    | nem jutott ki    | nem jutott ki    | nem jutott ki    | nem jutott ki    | 3.                | 6          | 1          | 2          | 3          | 6          | 12         |
| 1972             | nem jutott ki    | nem jutott ki    | nem jutott ki    | nem jutott ki    | nem jutott ki    | nem jutott ki    | nem jutott ki    | nem jutott ki    | nem jutott ki    | 3.                | 6          | 2          | 1          | 3          | 5          | 6          |
| 1976             | nem jutott ki    | nem jutott ki    | nem jutott ki    | nem jutott ki    | nem jutott ki    | nem jutott ki    | nem jutott ki    | nem jutott ki    | nem jutott ki    | Negyeddöntő       | 8          | 5          | 1          | 2          | 15         | 7          |
| 1980             | nem jutott ki    | nem jutott ki    | nem jutott ki    | nem jutott ki    | nem jutott ki    | nem jutott ki    | nem jutott ki    | nem jutott ki    | nem jutott ki    | 3.                | 6          | 3          | 0          | 3          | 11         | 8          |
| 1984             | nem jutott ki    | nem jutott ki    | nem jutott ki    | nem jutott ki    | nem jutott ki    | nem jutott ki    | nem jutott ki    | nem jutott ki    | nem jutott ki    | 2.                | 6          | 2          | 3          | 1          | 7          | 6          |
| 1988             | nem jutott ki    | nem jutott ki    | nem jutott ki    | nem jutott ki    | nem jutott ki    | nem jutott ki    | nem jutott ki    | nem jutott ki    | nem jutott ki    | 3.                | 6          | 2          | 2          | 2          | 7          | 5          |
| 1992             | nem jutott ki    | nem jutott ki    | nem jutott ki    | nem jutott ki    | nem jutott ki    | nem jutott ki    | nem jutott ki    | nem jutott ki    | nem jutott ki    | 2.                | 6          | 4          | 1          | 1          | 8          | 6          |
| 1996             | nem jutott ki    | nem jutott ki    | nem jutott ki    | nem jutott ki    | nem jutott ki    | nem jutott ki    | nem jutott ki    | nem jutott ki    | nem jutott ki    | 5.                | 10         | 2          | 2          | 6          | 9          | 19         |
| 2000             | nem jutott ki    | nem jutott ki    | nem jutott ki    | nem jutott ki    | nem jutott ki    | nem jutott ki    | nem jutott ki    | nem jutott ki    | nem jutott ki    | 4.                | 8          | 3          | 0          | 5          | 7          | 16         |
| 2004             | nem jutott ki    | nem jutott ki    | nem jutott ki    | nem jutott ki    | nem jutott ki    | nem jutott ki    | nem jutott ki    | nem jutott ki    | nem jutott ki    | 2. (pótselejtező) | 10         | 4          | 2          | 4          | 13         | 11         |
| 2008             | nem jutott ki    | nem jutott ki    | nem jutott ki    | nem jutott ki    | nem jutott ki    | nem jutott ki    | nem jutott ki    | nem jutott ki    | nem jutott ki    | 5.                | 12         | 4          | 3          | 5          | 18         | 19         |
| 2012             | nem jutott ki    | nem jutott ki    | nem jutott ki    | nem jutott ki    | nem jutott ki    | nem jutott ki    | nem jutott ki    | nem jutott ki    | nem jutott ki    | 4.                | 8          | 3          | 0          | 5          | 6          | 10         |
| 2016             | Elődöntő         | 3.               | 6                | 4                | 0                | 2                | 10               | 6                | Keret            | 2.                | 10         | 6          | 3          | 1          | 11         | 4          |
| 2020             | Nyolcaddöntő     | 16.              | 4                | 1                | 1                | 2                | 3                | 6                | Keret            | 2.                | 8          | 4          | 2          | 2          | 10         | 6          |
| 2024             | nem jutott ki    | nem jutott ki    | nem jutott ki    | nem jutott ki    | nem jutott ki    | nem jutott ki    | nem jutott ki    | nem jutott ki    | nem jutott ki    | 3. (pótselejtező) | 10         | 4          | 4          | 2          | 14         | 11         |
| Összesen         |                  | 2/17             | 10               | 5                | 1                | 4                | 13               | 12               | –                | Összesen          | 122        | 49         | 27         | 46         | 149        | 150        |

### UEFA Nemzetek Ligája
| Csoportkör / Negyeddöntő / Osztályozó | Csoportkör / Negyeddöntő / Osztályozó | Csoportkör / Negyeddöntő / Osztályozó | Csoportkör / Negyeddöntő / Osztályozó | Csoportkör / Negyeddöntő / Osztályozó | Csoportkör / Negyeddöntő / Osztályozó | Csoportkör / Negyeddöntő / Osztályozó | Csoportkör / Negyeddöntő / Osztályozó | Csoportkör / Negyeddöntő / Osztályozó | Csoportkör / Negyeddöntő / Osztályozó | Csoportkör / Negyeddöntő / Osztályozó | Csoportkör / Negyeddöntő / Osztályozó | Egyenes kieséses szakasz | Egyenes kieséses szakasz | Egyenes kieséses szakasz | Egyenes kieséses szakasz | Egyenes kieséses szakasz | Egyenes kieséses szakasz | Egyenes kieséses szakasz | Egyenes kieséses szakasz | Egyenes kieséses szakasz |
| Szezon                                | Liga                                  | Csoport                               | H                                     | M                                     | Gy                                    | D                                     | V                                     | G+                                    | G–                                    | Feljutás/kiesés                       | Helyezés                              | Év                       | Eredmény                 | M                        | Gy                       | D                        | V                        | G+                       | G–                       | Keret                    |
| ------------------------------------- | ------------------------------------- | ------------------------------------- | ------------------------------------- | ------------------------------------- | ------------------------------------- | ------------------------------------- | ------------------------------------- | ------------------------------------- | ------------------------------------- | ------------------------------------- | ------------------------------------- | ------------------------ | ------------------------ | ------------------------ | ------------------------ | ------------------------ | ------------------------ | ------------------------ | ------------------------ | ------------------------ |
| 2018–19                               | B                                     | 4.                                    | 2.                                    | 4                                     | 2                                     | 0                                     | 2                                     | 6                                     | 5                                     | Állandó                               | 19.                                   | 2019                     | nem jutott be            | nem jutott be            | nem jutott be            | nem jutott be            | nem jutott be            | nem jutott be            | nem jutott be            | nem jutott be            |
| 2020–21                               | B                                     | 4.                                    | 1.                                    | 6                                     | 5                                     | 1                                     | 0                                     | 7                                     | 1                                     | Növekedés                             | 17.                                   | 2021                     | nem jutott be            | nem jutott be            | nem jutott be            | nem jutott be            | nem jutott be            | nem jutott be            | nem jutott be            | nem jutott be            |
| 2022–23                               | A                                     | 4.                                    | 4.                                    | 6                                     | 0                                     | 1                                     | 5                                     | 6                                     | 11                                    | Csökkenés                             | 16.                                   | 2023                     | nem jutott be            | nem jutott be            | nem jutott be            | nem jutott be            | nem jutott be            | nem jutott be            | nem jutott be            | nem jutott be            |
| 2024–25                               | B                                     | 4.                                    | 1.                                    | 6                                     | 3                                     | 3                                     | 0                                     | 9                                     | 4                                     | Növekedés                             | 19.                                   | 2025                     | nem jutott be            | nem jutott be            | nem jutott be            | nem jutott be            | nem jutott be            | nem jutott be            | nem jutott be            | nem jutott be            |
| 2026–27                               | A                                     |                                       |                                       |                                       |                                       |                                       |                                       |                                       |                                       |                                       |                                       | 2027                     |                          |                          |                          |                          |                          |                          |                          |                          |
| Összesen                              | Összesen                              | Összesen                              | Összesen                              | 22                                    | 10                                    | 5                                     | 7                                     | 28                                    | 21                                    |                                       |                                       |                          | 0/4                      | –                        | –                        | –                        | –                        | –                        | –                        |                          |

## Mezek a válogatott története során
A walesi labdarúgó-válogatott hagyományos szerelése piros mez, fehér nadrág és piros sportszár. A váltómez leggyakrabban sárga és zöld színekből áll. 
Hazai
| 1876 | 1883 | 1895 | 1901 | 1905 | 1939 | 1943 | 1958-as vb | 1972 | 1976 |

| 1980 | 2003 | 2006 | 2012 | 2015 |

Idegenbeli
| 1949 | 1956 | 1973 | 1974 | 1976 | 1980 | 2002 | 2012 | 2015 |

## Játékosok

### Játékoskeret
A 2022-es labdarúgó-Világbajnokságra nevezett 26 fős keret.

A pályára lépesek és gólok száma a 2022. szeptember 25-i  Lengyelország elleni mérkőzés utáni állapotnak megfelelőek.  
| 1  | K  | Wayne Hennessey | 1987. január 24. (38 éves)     | 106 | 0  | Nottingham Forest  |  |  |
| 12 | K  | Danny Ward      | 1993. június 22. (31 éves)     | 26  | 0  | Leicester City     |  |  |
| 21 | K  | Adam Davies     | 1992. július 17. (32 éves)     | 4   | 0  | Sheffield United   |  |  |
|    |    |                 |                                |     |    |                    |  |  |
| 2  | V  | Chris Gunter    | 1989. július 21. (35 éves)     | 109 | 0  | AFC Wimbledon      |  |  |
| 3  | V  | Neco Williams   | 2001. április 13. (24 éves)    | 23  | 2  | Nottingham Forest  |  |  |
| 4  | V  | Ben Davies      | 1993. április 24. (32 éves)    | 74  | 1  | Tottenham Hotspur  |  |  |
| 5  | V  | Chris Mepham    | 1997. november 5. (27 éves)    | 33  | 0  | Bournemouth        |  |  |
| 6  | V  | Joe Rodon       | 1997. október 22. (27 éves)    | 30  | 0  | Rennes             |  |  |
| 14 | V  | Connor Roberts  | 1995. szeptember 23. (29 éves) | 41  | 3  | Burnley            |  |  |
| 15 | V  | Ethan Ampadu    | 2000. szeptember 14. (24 éves) | 37  | 0  | Spezia             |  |  |
| 17 | V  | Tom Lockyer     | 1994. december 3. (30 éves)    | 14  | 0  | Luton Town         |  |  |
| 24 | V  | Ben Cabango     | 2000. május 30. (24 éves)      | 5   | 0  | Swansea City       |  |  |
|    |    |                 |                                |     |    |                    |  |  |
| 7  | KP | Joe Allen       | 1990. március 14. (35 éves)    | 72  | 2  | Swansea City       |  |  |
| 8  | KP | Harry Wilson    | 1997. március 22. (28 éves)    | 39  | 5  | Fulham             |  |  |
| 10 | KP | Aaron Ramsey    | 1990. december 26. (34 éves)   | 75  | 20 | Nice               |  |  |
| 16 | KP | Joe Morrell     | 1997. január 3. (28 éves)      | 30  | 0  | Portsmouth         |  |  |
| 18 | KP | Jonny Williams  | 1993. október 9. (31 éves)     | 33  | 2  | Swindon Town       |  |  |
| 22 | KP | Sorba Thomas    | 1999. január 25. (26 éves)     | 6   | 0  | Huddersfield Town  |  |  |
| 23 | KP | Dylan Levitt    | 2000. november 17. (24 éves)   | 13  | 0  | Dundee United      |  |  |
| 25 | KP | Rubin Colwill   | 2002. április 27. (23 éves)    | 7   | 1  | Cardiff City       |  |  |
| 26 | KP | Matthew Smith   | 1999. november 22. (25 éves)   | 19  | 0  | Milton Keynes Dons |  |  |
|    |    |                 |                                |     |    |                    |  |  |
| 9  | CS | Brennan Johnson | 2001. május 23. (24 éves)      | 15  | 2  | Nottingham Forest  |  |  |
| 11 | CS | Gareth Bale     | 1989. július 16. (35 éves)     | 108 | 40 | Los Angeles FC     |  |  |
| 13 | CS | Kieffer Moore   | 1992. augusztus 8. (32 éves)   | 28  | 9  | Bournemouth        |  |  |
| 19 | CS | Mark Harris     | 1998. december 29. (26 éves)   | 5   | 0  | Cardiff City       |  |  |
| 20 | CS | Daniel James    | 1997. november 10. (27 éves)   | 38  | 5  | Fulham             |  |  |

## Válogatottsági rekordok
Az adatok 2022. november 21. állapotoknak felelnek meg.
- A még aktív játékosok félkövérrel vannak megjelölve.

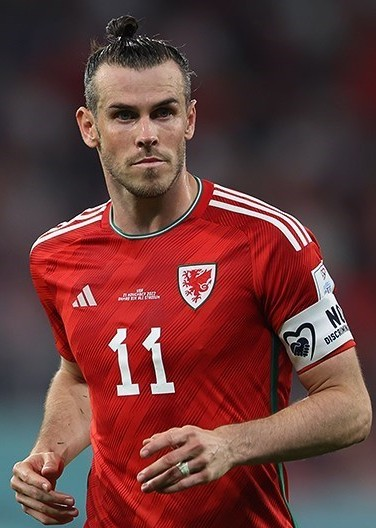
Gareth Bale a válogatottsági rekorder 111 mérkőzéssel és egyben a legeredményesebb játékos is 41 góllal

### Legtöbbször pályára lépett játékosok
| # | Játékos          | Mérkőzés | Gólok | Időszak   |
| - | ---------------- | -------- | ----- | --------- |
| 1 | Gareth Bale      | 111      | 41    | 2006–     |
| 1 | Chris Gunter     | 109      | 0     | 2007–     |
| 3 | Wayne Hennessey  | 108      | 0     | 2007–     |
| 4 | Neville Southall | 92       | 0     | 1982–1997 |
| 5 | Ashley Williams  | 86       | 2     | 2008–2019 |
| 6 | Gary Speed       | 85       | 7     | 1990–2004 |
| 7 | Craig Bellamy    | 78       | 19    | 1998–2013 |
| 7 | Aaron Ramsey     | 78       | 20    | 2008–     |
| 9 | Ben Davies       | 77       | 1     | 2012–     |
| 9 | Joe Ledley       | 77       | 4     | 2005–2018 |

### Legtöbb gólt szerző játékosok
| # | Játékos         | Gólok | Mérkőzés | Átlag | Időszak   |
| - | --------------- | ----- | -------- | ----- | --------- |
| 1 | Gareth Bale     | 41    | 111      | 0.37  | 2006–     |
| 2 | Ian Rush        | 28    | 73       | 0.38  | 1980–1996 |
| 3 | Trevor Ford     | 23    | 38       | 0.61  | 1947–1957 |
| 3 | Ivor Allchurch  | 23    | 68       | 0.34  | 1951–1966 |
| 5 | Dean Saunders   | 22    | 75       | 0.29  | 1986–2001 |
| 6 | Aaron Ramsey    | 20    | 78       | 0.26  | 2008–     |
| 7 | Craig Bellamy   | 19    | 78       | 0.24  | 1998–2013 |
| 8 | Robert Earnshaw | 16    | 59       | 0.27  | 2002–2011 |
| 8 | Cliff Jones     | 16    | 59       | 0.27  | 1954–1970 |
| 8 | Mark Hughes     | 16    | 72       | 0.22  | 1984–1999 |

### Ismert játékosok
| - Craig Bellamy - John Charles - Mel Charles - Chris Coleman - Dai Davies - Simon Davies - Robert Earnshaw - Ian Evans - Brian Flynn | - Ryan Giggs - John Hartson - Gareth Bale - Mark Hughes - Vinnie Jones - Billy Meredith - Peter Nicholas - Roy Paul - John Robinson - Leigh Richmond Roose | - Vic Rouse - Ian Rush - Robbie Savage - Neville Southall - Gary Speed - John Toshack - Daniel Gabbidon - Terry Yorath - Gareth Bale - Aaron Ramsey |

## Szövetségi kapitányok
| Szöv. kap.     | Időszak          |
| -------------- | ---------------- |
| Walley Barnes  | 1954–1955        |
| Jimmy Murphy   | 1956–1964        |
| Dave Bowen     | 1964–1974        |
| Ron Burgess    | 1965 (megbízott) |
| Mike Smith     | 1974–1979        |
| Mike England   | 1979–1987        |
| David Williams | 1988 (megbízott) |
| Terry Yorath   | 1988–1993        |
| John Toshack   | 1994             |
| Mike Smith     | 1994–1995        |
| Bobby Gould    | 1995–1999        |
| Mark Hughes    | 1999–2004        |
| John Toshack   | 2004–2010        |
| Brian Flynn    | 2010 (megbízott) |
| Gary Speed     | 2010–2011        |
| Chris Coleman  | 2012–2017        |
| Ryan Giggs     | 2018–2022        |
| Rob Page       | 2020–            |